# ラッシュアジャスター
ラッシュアジャスター(英: Hydraulic Lash Adjuster, HLA)とはタペットの一種で、内燃機関のバルブクリアランスを自動的に0にする機構である。英語圏ではハイドロリックリフター(hydraulic lifter)、ハイドロリックタペット(hydraulic tappet)とも呼ばれ、日本では油圧タペットやオイルタペットとも呼ばれる。

## 概要
ラッシュアジャスターは、ロッカーアーム（またはカム）とバルブの間に挿入される集合部品(ASSY)で、主要部品として一方が塞がれた円筒（ボディ）とその内部の円筒部品（プランジャー）、鋼球（チェックボール）、スプリングで構成される。プランジャーの外径はボディの内径にぴったりとはまる大きさで、円筒面に沿ってスライドするように組み込まれる。チェックボールはボディの底とプランジャーの間に組み込まれ、プランジャーの孔を塞ぐようにスプリングで押さえつけられて密閉された空間（高圧室）を構成する。高圧室にはエンジンオイルが満たされていて、ロッカーアームからの荷重はプランジャーで受け、ボディ底部に充填されたオイルに圧力を与え、オイルを介してボディへと伝達される。オイルの圧力が高くなるほどチェックボールがプランジャーの孔に押さえつけられる力が高くなり、内部のオイルが漏れ出すことなく、ラッシュアジャスターは一塊の部材として荷重を伝達することができる。
ラッシュアジャスターのボディとプランジャーの側面にはオイルが流入する穴が設けられていて、プランジャー内にはオイルポンプから送り込まれたオイルが満たされる。満たされたオイルはプランジャーのロッカーアーム側に設けられた孔から流出し、その際の流体抵抗によりエンジンの運転中はプランジャー内に圧力が加えられている。ロッカーアームやカムとの間に隙間が発生すると、プランジャー内の油圧によりチェックボールが押されて、高圧室にオイルが送り込まれて容積が大きくなる。これによってラッシュアジャスター全体の長さが押し伸ばされて、バルブクリアランスを埋める。
バルブクリアランスが大きくなるとバルブリフト量が小さくなるなどの不都合が発生するため、従来のタペットでは整備によってクリアランスを調整する必要があった。
ラッシュアジャスターで自動的にクリアランスを0に調整することにより、メンテナンスフリー性が向上した。
ラッシュアジャスターはOHVのようにシリンダーヘッド内にロッカーアームを持つ構成や、1本以上のカムがバルブを直接操作するOHCの場合に用いられる。

## 歴史
ラッシュアジャスターの史上初の採用例は、1930年代初頭のピアース・アロー(en:Pierce-Arrow)であるとされている。自動車においては1980年代以降に設計されたものがラッシュアジャスターを広く採用したが、その後の新型車両の中にはシムとバルブリフターを用いたメカニカルタペットに回帰するものもみられた。
日本製の自動車では、古くは1950年の東洋工業(マツダ)製CT型オート三輪用V型2気筒OHVエンジンにラッシュアジャスターが初採用され、四輪自動車では1961年式トヨタ・パブリカのトヨタ・U型エンジンにて本格的な採用が始まった。1980年代以降は、アメリカ車において初期のチューニングカーから見られたローラーロッカーアームが、日本車でもラッシュアジャスターと共に採用された事例が多く、タイミングベルトやサイレントチェーン式タイミングチェーンなどと共に、バルブトレーンの静粛化とメンテナンスフリー化の一翼を担う事となった。
近年では可変バルブタイミング機構や気筒休止機構などと組み合わされた、より複雑な制御のラッシュアジャスターが多数開発され、現在に至っている。

## 欠点
ラッシュアジャスターには多くの潜在的な問題点が存在する。駐車中にラッシュアジャスターからオイルが抜けてしまうことで、再始動の際にやかましいタペット音が発生する場合がある。通常こうした騒音は1秒から2秒程度で収まる場合が多く、長くても2-3分以内で収まるようであれば、それほど重大な問題とは考えられないとされる。いつまでもタペット音が収まらない場合には、ラッシュアジャスターへのオイル供給が妨げられているか、或いはラッシュアジャスターの一つ以上がピストン部の摩耗や内部のスプリングの不具合により破損や動作不良を起こしていることを示していると考えられる。こうした場合、バルブが完全に開ききらなくなる為にバルブリフトが低下しているのと同じ状態になり、性能が低下してしまう。ピストン部のシールの気密性低下により、圧縮力が加わった際にオイルが流出してしまう状態も、こうした不具合を引き起こす要因となる。
ある特定の状況では、ラッシュアジャスターはポンプアップと呼ばれる症状を起こし、負のバルブクリアランスが形成されて、バルブが完全に閉じきらない状態に陥ることがある。こうした症状はそのエンジンの最高回転域で極端な遠心力によってラッシュアジャスターが伸び切り、同時にオイルを必要以上に吸い込んだ状態となってしまう事で発生する。多くはバルブサージングなどと共に発生し、エンジン性能を制限する要因となる。また、ピストンとバルブが接触するバルブクラッシュを引き起こしたり、バルブ当たり面やバルブシートを焼損する重大なトラブルを引き起こす可能性がある。
以上の全てのケースにおいて、エンジンオイルの粘度や品質についてメーカーの指定に従うことがこうした事態を予防するためには重要である。逆に言えば、エンジンオイルの品質や粘度にラッシュアジャスターの安定した動作性能が完全に左右されるという事でもある。ラッシュアジャスターの気密性の要求に対して粘度があまりにも低すぎる場合には、バルブトレーンにラッシュアジャスターが押された際にオイル抜けを起こしてしまいやすくなり、逆にバルブトレーンの油圧系統の要求に対して粘度があまりにも高すぎる場合には、十分なオイルがラッシュアジャスターに送り込まれにくくなる。いずれの場合もバルブクリアランスが広がって大きなタペット音が発生する要因となる。
また、アジャストスクリューやシムと比較して部品が大型化し、慣性重量がどうしても重くなる欠点も存在する。特にスポーティなセッティングを施された直打式OHCでは、重量の増加が高回転域での深刻な問題となることもある為、普及グレードでは直打式またはロッカーアーム式ラッシュアジャスター、最上位グレードではシム式タペットを採用して差別化を図る場合もある。

## 形式
ラッシュアジャスターはバルブトレーンの形式によって概ね下記の3つに分類できる。

### シーソー式ロッカーアーム用
シーソー式ロッカーアームに採用されるラッシュアジャスターは、最初に登場した形式である。多くはてこの作用点側にあたるバルブ側の腕に内蔵される事が多く、トゥラッシュアジャスター(踵の意)とも呼ばれる。オイル供給は支点を形成するピボットシャフトからロッカーアームを通じて行われる。シーソー式ロッカーアームの元々の潤滑経路をほぼそのまま流用してラッシュアジャスター化が行えるため、アジャストスクリュー式タペットからの移行例は非常に多く、OHVからSOHC、DOHCまで多くの形式のエンジンで採用されている。
ロッカーアームの末端に取り付けられる構造上、常時激しい上下動に晒されるため、高回転域ではポンプアップが起こりやすい。また、慣性重量の増加を最低限に抑えるために、オイル容量増加はある程度までが限界となる。

### スイングアーム式ロッカーアーム用
スイングアーム式ロッカーアームに採用されるラッシュアジャスターは、シリンダーヘッド側の支点に取り付けられ、ピボットラッシュアジャスターとも呼ばれる。オイル供給はシリンダーヘッドから直接行われる。シーソー式と異なりラッシュアジャスター自体はシリンダーヘッドに埋め込まれる形となり、固定されたまま上下動はしない為、高回転でもポンプアップは発生しにくく、他の形式と比較してオイル容量も大きくしやすい利点がある。固定されるピボットは慣性質量にほぼ影響しないため高回転での影響は少ないが、シャフトで保持する方式と比べ高回転でロッカーアームの脱落を起こしやすい。
近年では省燃費性の観点からローラーロッカーアームの採用が増え、それに付随する形でラッシュアジャスターも採用される事が多い。

### 直打式OHC用
直打式OHCに採用されるラッシュアジャスターは、インナーシム・アウターシム式バルブリフターを取り換える形で取り付けられ、バケットオイルリフター(籠の意)とも呼ばれる。シリンダーヘッドに大きな変更を加えずに済み、ヘッド高も抑えられる。
日本車では古くはスズキ・G10エンジンがSOHCでこの形式を採用、シリンダーヘッド周辺のエンジンルームにスペース的な余裕のないスバルのDOHC水平対向エンジンでも広く採用されている。
オイル供給はシム式バルブリフターでも設けられているシリンダーヘッド側のオイル穴を通じて直接行われるが、スペースの制約が非常に大きいため、オイル容量はロッカーアーム式に比較して不利となる。また、シーソー式と同じく激しい上下動に晒されるために高回転域ではポンプアップが起こりやすい。慣性質量の問題から、マツダ・ロードスターのマツダ・BPエンジンのように、一度は直打式HLAを採用したもののチューニングの現場ではシム式に変更される事が多く、純正採用もシム式に回帰する例も見受けられる。その為、エンジンルーム内のスペースにある程度以上余裕がある場合には、シリンダーヘッド自体をロッカーアーム式に設計変更したうえでラッシュアジャスターを採用するといった手法も用いられる。

### 高度な制御との組み合わせ
ラッシュアジャスターは可変バルブ機構と組み合わせられ、更なる機能性を持たせられる場合がある。とりわけポルシェのバリオカム・プラスやスバルの可変動弁機構に用いられるSchaefflerのスイッチングタペットは、ラッシュアジャスターとカム切替機構を内蔵しており可変バルブリフトを実現している。
その他、切替機構とラッシュアジャスターを内蔵したピボットやローラータペットも存在する。切替機構によりラッシュアジャスターが空打ちされることでバルブに力が伝達されずゼロリフトとなる事で気筒休止が行える。

## ラッシュアジャスターの交換
ラッシュアジャスターは原則としてメンテナンスが不要なデバイスとはされているが、内部のオイルを密封する機構に不具合が発生すると動作不良を起こすため、大規模な分解整備の際には個々のラッシュアジャスターの動作テストを行う必要がある。特に内部にオイルを満たして圧縮した際にオイルがピストン合わせ面から漏れたり、チェックボールが作動せずに漏れてしまうような個体、或いはチェックボールを作動させてオイルを抜いたのちに、プランジャースプリングによる圧縮伸長作用が働かない個体は不良品として交換しなければならない。
スプリング機構やシーリングに問題の無い個体であっても、分解可能であれば分解を行って内部のスラッジを洗浄する事が重要であるが、近年の物は非分解式で、軽油などの洗浄油に漬け込みながら、チェックボールを押し下げる工程を繰り返すことを洗浄作業としているものも多い。また、同時にシリンダーヘッドやロッカーアームピボットなどのオイル供給穴も、十分なスラッジ類の清掃を行う事が望ましい。
こうした作業の最後にはラッシュアジャスター内部のエア抜きが必須となる。この作業は洗浄工程と同じくオイルや洗浄油に漬けた状態で、気泡が出なくなるまでチェックボールを何度も作動させる。この作業を怠りラッシュアジャスターにエアが噛んだ状態で組み付けてしまうと、バルブトレーンが動作する際にエアが先に圧縮されて、カムに押されているときだけバルブクリアランスが広がり、バルブリフトが低下する不具合を起こしてしまう。

### チューニングにおいて
チューニングカーやモータースポーツの世界においては、ラッシュアジャスターは動弁系統の重量増加や高回転域での信頼性の問題から、同系統エンジンのシム式ソリッドリフターやアジャストスクリュー式のロッカーアームに敢えて交換される事例も多い。この場合、タペットとラッシュアジャスターの長さの違いやそれに伴うバルブステムの長さの違いの問題から、吸排気バルブの同時交換も必要となる場合がある。